# Pasqual Maragall i Mira
Pasqual Maragall Mira (pron. catalana:  [pəsˈkwal məɾəˈɣaʎ]; Barcellona, 13 gennaio 1941) è un politico spagnolo.
È nipote del famoso scrittore spagnolo Joan Maragall.

## Biografia
Sindaco di Barcellona dal 1982 al 1997, è stato il 127º presidente della Generalitat de Catalunya dal 2003 al 2006. Nel 2007 è stato insignito della Medalla d'Or de la Generalitat de Catalunya.
Il 26 maggio 1998 l'Università degli Studi di Reggio Calabria gli ha conferito la laurea honoris causa in Architettura. L'Università degli Studi di Sassari, su richiesta dell'allora Facoltà di Architettura ad Alghero, gli conferisce la laurea honoris causa in Pianificazione e politiche per la città l'ambiente e il paesaggio (5 dicembre 2011).

## Anni recenti
Nel 2000 è stato eletto presidente del Partito dei Socialisti di Catalogna (PSC-PSOE) e dal 1988 al 1995 è stato membro del Parlamento Catalano. Dal 1999 al 2003 ha presieduto il gruppo parlamentare del PSC-CpC.
Nel 2020 è uscito un documentario diretto da Josep M. Mañé e Francesca Català, Maragall i la Lluna, che parte dall'esperienza di Lluna, una bambina che aveva otto anni quando, nel 1993, l'allora sindaco di Barcellona si trasferì a casa sua per capire meglio la realtà del quartiere Roquetes. Venticinque anni dopo, Lluna inizia una ricerca che parte dal ricordo di quei giorni e la porta a scoprire Maragall attraverso familiari, conoscenti e politici.